# Gilles Mimouni
Gilles Mimouni (* 1956 in Constantine, Algerien) ist ein französischer Filmregisseur.

## Leben
Mimouni wuchs mit seinem älteren Bruder, dem späteren Filmregisseur und Autor Patrick Mimouni (* 1954), in Algerien auf. Er studierte in Paris Architektur und war auch als Fotograf tätig. Im Jahr 1981 veröffentlichte er mit Jean-Paul Dumas-Grillet (Fotografie) und Muriel Cerf den Fotoband Adorae Curieux Zamok. Portraits de petites filles sérieuses, der bei Hachette Livre (Editions du Chêne) erschien. Er wandte sich jedoch schon bald dem Film zu und studierte von 1983 bis 1985 Film am Institut des hautes études cinématographiques. Sein Studium beendete er mit dem Kurzfilm Circuit fermé, bei dem er gemeinsam mit Martine Dugowson Regie führte. Sein erster Langfilm, der in Schwarzweiß umgesetzte Low-Budget-Film Cruelle mélopée mit Maruschka Detmers und Marie Rivière in den Hauptrollen, war 1988 fertiggestellt, fand jedoch keinen Filmverleih. In den Folgejahren drehte Mimouni vorwiegend Werbefilme und schrieb Szenarios.
Im Jahr 1996 erschien mit Lügen der Liebe Mimounis Regiedebüt. Für das Liebesdrama verfasste er auch das Drehbuch, wobei die Arbeit drei Jahre in Anspruch nahm. Mimouni wurde für den verschachtelten Film um eine Dreiecksbeziehung 1997 für einen César in der Kategorie Bestes Erstlingswerk nominiert. Zudem gewann der Film 1998 einen British Academy Film Award in der Kategorie Bester nicht-englischsprachiger Film.  Paul McGuigan drehte 2004 mit Sehnsüchtig ein Remake des Films, wobei Mimouni als Executive Producer agierte.
Mimouni war seither sporadisch an Filmprojekten beteiligt, so arbeitete er als Kameramann für Patrick Mimounis Traité du hasard (1998). Für die Folge über Georges Lautners Mein Onkel, der Gangster der ARTE-Dokumentarserie Es war einmal … über Kultfilme kehrte Mimouni 2010 als Drehbuchautor und Regisseur zurück und veröffentlichte 2011 mit 1, 2, 3, voleurs einen Fernsehfilm, bei dem er Regie führte und das Drehbuch schrieb.

## Filmografie
- 1985: Circuit fermé (Kurzfilm)
- 1996: Lügen der Liebe (L’appartement)
- 2010: Es war einmal … – Mein Onkel, der Gangster (Il était une fois... – Les tontons flingueurs) (TV-Dokumentarserie)
- 2011: 1, 2, 3, voleurs (TV)

## Auszeichnungen
- 1983: Drehbuchpreis des Festival de Tours für Circuit fermé
- 1997: César-Nominierung, Bestes Erstlingswerk, für Lügen der Liebe
- 1997: Nominierung Goldener Pokal für den besten Film, Internationales Filmfestival Shanghai, für Lügen der Liebe